# Amadigi di Gaula

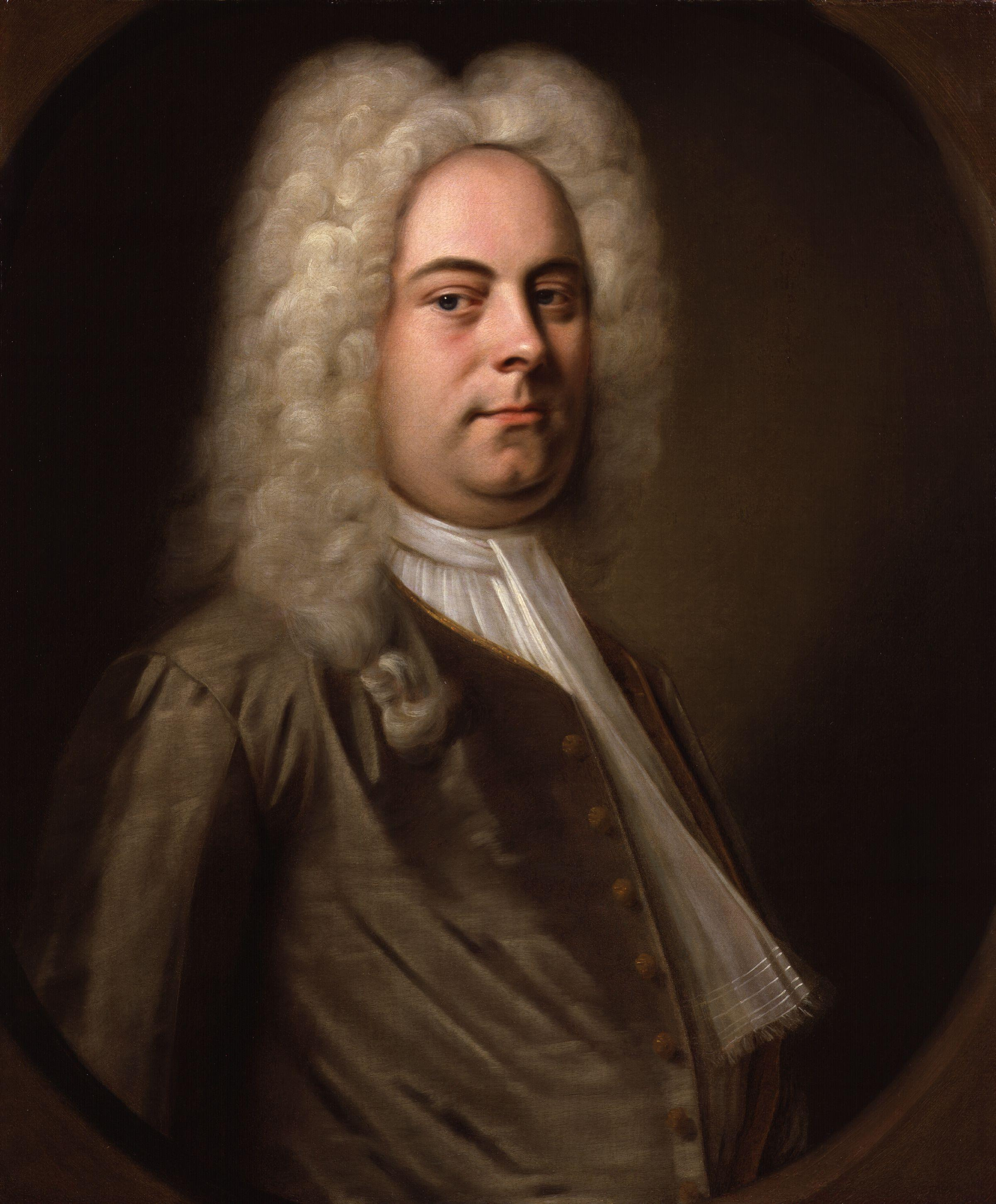
Georg Friedrich Händel

Amadigi di Gaula (HWV 11) är en opera i tre akter med musik av Georg Friedrich Händel och libretto av Francesco Haym efter de medeltida Amadisromanerna.

## Historia
Operan hade premiär den 25 maj 1715 på The Queen's Theatre, Haymarket, London (senare The King's Theatre).

## Personer
- Amadigi (altkastrat)
- Oriana (sopran)
- Melissa (sopran)
- Dardano (kontraalt)
- Orgando (sopran)

## Handling
Trollkvinnan Melissa försöker bryta förhållandet mellan kärleksparet Oriana och Amadigi. Hon låser in Oriana i ett förtrollat torn. Amadigi lyckas till slut befria henne.